# Hans Achenbach (Rechtswissenschaftler)
Hans Achenbach (* 13. Oktober 1941 in Hameln) ist ein deutscher Rechtswissenschaftler und  Professor für Strafrecht, Strafprozessrecht, Wirtschafts- und Steuerstrafrecht an der Universität Osnabrück.

## Leben
Er studierte Rechtswissenschaften in Göttingen und promovierte 1972 in München zum Dr. jur. Von 1973 bis 1978 war Achenbach wissenschaftlicher Assistent bei Claus Roxin an der Ludwig-Maximilians-Universität München. Nach seiner ersten Professur in Bochum (1978 bis 1980) wurde Achenbach 1980/81 erster Professor und Gründungsdekan des Fachbereichs Rechtswissenschaften an der Universität Osnabrück, an der er bis zu seiner Pensionierung zum 30. September 2005 lehrte. Von 2008 bis 2010 war Achenbach Mitglied der Interministeriellen Arbeitsgruppe „Kartellordnungswidrigkeitenrecht“ der Bundesministerien für Wirtschaft und Technologie und für Justiz, die im Bundeskartellamt in Bonn tagte.
Achenbach ist unter anderem Mitautor des Frankfurter Kommentars zum Gesetz gegen Wettbewerbsbeschränkungen, des Alternativkommentars zur Strafprozessordnung, Herausgeber und Mitautor des Beraterhandbuchs zum Steuer- und Wirtschaftsstrafrecht (mit Wolfgang Wannemacher) und des Handbuchs des Wirtschaftsstrafrechts (mit Andreas Ransiek).